# Ödlitz
Ödlitz (auch Oedlitz) ist ein Dorf in der Stadtgemeinde Berndorf, Niederösterreich.

## Geografie
Das Dorf liegt 3 Kilometer nordöstlich der Stadt Berndorf, einen Kilometer nordwestlich von St. Veit an der Triesting und ist Teil der Ortschaft Berndorf.

## Geschichte
Im Franziszeischen Kataster von 1820 ist Ödlitz mit einigen Gehöften und Häusern verzeichnet. Mit Landesgesetz vom 26. April 1923 wurde Ödlitz mit Berndorf vereinigt und die Katastralgemeinde von Ödlitz in Berndorf III umbenannt. Laut Adressbuch von Österreich waren im Jahr 1938 in Ödlitz zwei Gastwirte, zwei Gemischtwarenhändler, eine Holzhändlerin, ein Schuster, ein Uhrmacher, ein Viehhändler und einige Landwirte ansässig.

## Wirtschaft
In Ödlitz gibt es mehrere Bewirtungen. Das Weingut Herzog Ödlitz bietet Wein zum Verkauf. Der lokale Waldgasthof Schimanszky serviert Speisen und Getränke.

## Religion
Im Ort befindet sich eine katholische Kirche.